# انتقالية حرارية

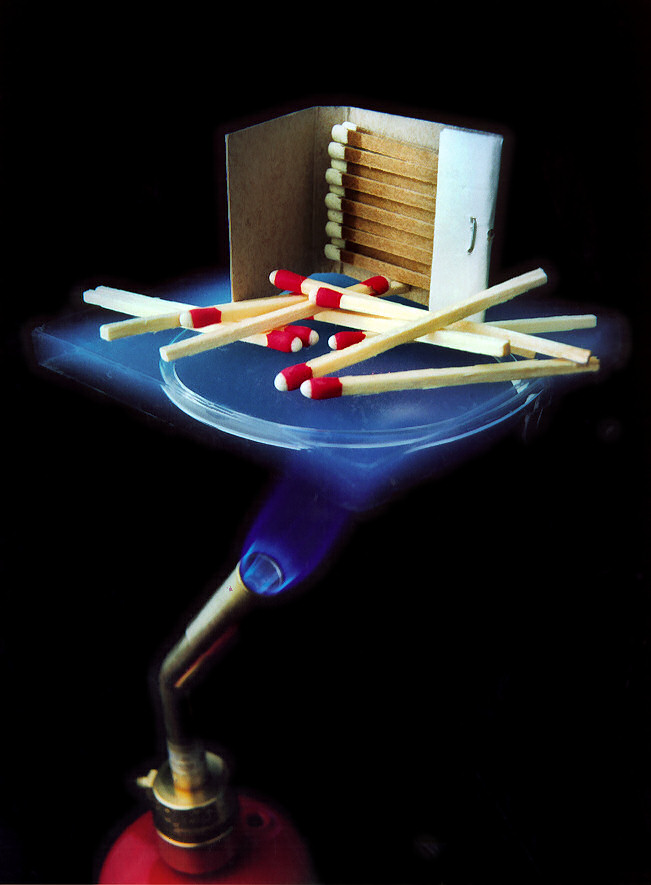
مادة Aerogel ذات المقاومة الحرارية العالية. ولكنها ذات قيمة إنتقالية حرارية قليلة جدا.

الانتقالية الحرارية للعنصر الإنشائي (بالإنجليزية: Thermal Transmittance، ويُشار إليها اختصارا U-value) هي التيار الحراري (بالواط) المنتقل في متر مربع واحد من العنصر الإنشائي خلال طبقاته المختلفة بتأثير فرق في درجة الحرارة مقداره درجة مئوية واحدة للهواء داخل المبنى وخارجه، أو بين حيزين مختلفين ضمن المبنى. وتعد معرفة قيمة الانتقالية الحرارية ضرورية للحكم على نوعية ومدى كفاءة العزل الحراري للعناصر المختلفة (كالجدران والسقوف) ولحساب الطاقة الحرارية المفقودة من خلال العنصر الإنشائي من داخل المبنى إلى خارجه. وكلما قلت قيمة الانتقالية الحرارية زادت قدرة العزل الحراري وارتفعت نسبة التوفير في الطاقة الحرارية المفقودة عبر أجزاء المبنى. أما وحدة قياس الانتقالية الحرارية فهي (W/m2. K).
تُقاس قيمة الانتقالية الحرارية (U-value) بقلب قيمة المقاومة الحرارية (R-value) على النحو التالي:
{\displaystyle U={\frac {1}{R}}={\frac {{\dot {Q}}_{A}}{\Delta T}}={\frac {k}{L}}}
حيث تمثل k الإيصالية الحرارية للمادة، بينما تمثل L سماكتها.